# Comtat de Rodés

Armes dels vescomtes, després comtes, de Rodés fins a 1314

El vescomtat de Rodés (en francès Rodez) fou una jurisdicció feudal d'Occitània que estava format per les terres de la ciutat de Rodés i el seu terme, capital del comtat de Roergue.

## Història

### Part del comtat de Roergue
El comte de Roergue va cedir el feu de la ciutat de Rodés a Ricard I, vescomte de Millau. Mort aquest cap al 1029, Rodés va passar al seu fill, Ricard II de Millau i Gavaldà, i a la seva mort, el 1050, el va succeir el seu fill Berenguer, vescomte de Millau i Gavaldà, casat amb Adela, vescomtessa de Carlat i de Lodeva.
El 1096 el comte de Roergue (i de Tolosa) Ramon IV, va vendre el territori al vescomte de Carlat, Millau i Gavaldà, que potser era encara Berenguer (mort no més tard del 1097), que devia voler dotar amb ell el seu segon fill Ricard (II de Carlat i III de Rodés), el qual, a la mort del pare, va rebre el Rodés i el vescomtat de Lodeva i la meitat del vescomtat de Carlat.

### El comtat de Rodés
El 1112 Ricard III va emprar per al Rodés la denominació de comtat de Rodés. El 1119 el comte de Tolosa li va concedir en feu el de Roergue i des de llavors els vescomtes es titularen sempre comtes de Rodés (a vegades de Roergue) i ja no vescomtes.
Ricard III fou succeït (1135) pel seu fill Hug I (conegut com a Hug II, perquè Hug I fou el comte Hug de Roergue). Hug va viure fins al 1196. El 1167 o 1168 va cedir la seva meitat del vescomtat de Carlat al rei Alfons I d'Aragó, que li va retornar en feu, juntament amb l'altra meitat ―que era possessió de la corona catalana; el 1186 va vendre el vescomtat de Lodeva als bisbes de la ciutat.
El seu fill Hug III va morir el 1199 deixant un fill, Guillem, que va morir el 1208 i que fou també vescomte de Creyssel. Tant al comtat de Rodés com als vescomtats de Carlat i Creyssel el va succeir el seu fill Enric I, i a aquest el seu fill Hug IV, que fou també senyor de Scoraille (administrat com a part del Carlat). Hug va morir cap al 1270 i el va succeir en el comtat, els dos vescomtats i la senyoria el seu fill Enric II (que a més fou senyor de Roquefeuil i de Sant Cristòfor).

### Comtes d'Armanyac i de Rodés

Armes dels comtes d'Armanyac i de Rodés des de 1314

Enric II va morir el 1303 sense successió masculina supervivent. Aleshores Carlat va passar a la seva filla gran Isabel, casada amb Jofre de Pons, senyor de Riberac; Scorailles i Sant Cristòfor, a la filla Beatriu, casada amb Bernat II, senyor de la Tour d'Alvèrnia; el vescomtat de Creyssel i la senyoria de Roquefuil van passar a la tercera filla, Valpurga, casada amb Gastó, vescomte de Fesenzaguet; i el Rodés, a Cecília, comtessa de Rodés, casada amb Bernat VI, comte d'Armanyac, la qual va morir el 1314 (Bernat va morir el 1319), quedant des de llavors unit aquest vescomtat als dominis dels Armanyac.
El darrer comte d'Armanyac, Carles I, va abdicar el 1481, però va conservar-ne l'usdefruit fins a la mort, el 1497. L'herència va passar al seu nebot, Carles (V) d'Alençon, casat amb Margarida d'Orleans, germana de Francesc II de França, que va morir el 1525 sense descendència.
Enric II de Navarra va reclamar el comtat com a descendent d'Anna d'Armanyac, filla del conestable Bernat d'Armanyac, i es va arreglar el segon casament de Margarida amb Enric, refonent-se els drets el 1526. Foren coronats a la catedral de Rodés el 16 de juliol de 1535. Margarida va morir el 1549 i Enric el 1555.
La seva filla Joana (Joana d'Albret), casada amb Antoni de Borbó, va rebre el comtat el 1555 i el regne de Navarra a la mort del seu pare, el 1555, i va tenir per successor el seu fill Enric (Enric III de Navarra), que esdevingué Enric IV de França el 1589, incorporant així el Rodés a la corona.

## Llista de vescomtes i comtes de Rodés

### Casa de Millau
- Ricard I vescomte de Millau c. 1000-1029
- Ricard II vescomte de Millau i Gavaldà 1029-1050
- Berenguer, vescomte de Millau i Gavaldà i de Carlat i Lodeva 1050-1097
- Ricard III covescomte del Carlat, vescomte de Lodeva 1097-1135 (titulat comte el 1112; comte de Rodés-Roergue des del 1119)
- Hug I (II) 1135-1196 covescomte (després vescomte) de Carlat i vescomte de Lodeva
- Hug II (III) 1196-1199 (vescomte de Carlat)
- Guillem 1199-1208 (vescomte de Carlat i de Creyssel)
- Enric I 1208-? (vescomte de Carlat i de Creyssel)
- Hug III (IV) ?-c.1270 (vescomte de Carlat i de Creyssel)
- Enric II c. 1270-1303 (vescomte de Carlat i de Creyssel)
- Cecília 1303-1314 comtessa de Rodés

### Casa d'Armanyac (Lomanha)
- Bernat VI d'Armanyac 1303-1314 (mort 1319) (comte d'Armanyac i Fesenzac)
- Joan I d'Armanyac 1314-1373 (comte d'Armanyac i Fesenzac)
- Joan II d'Armanyac 1373-1384 (comte d'Armanyac i Fesenzac)
- Joan III d'Armanyac 1384-1391 (comte d'Armanyac i Fesenzac)
- Bernat I 1391-1418(VII comte d'Armanyac i Fesenzac, I comte de Pardiac)
- Joan IV d'Armanyac 1418-1450 (comte d'Armanyac i Fesenzac)
- Joan V d'Armanyac 1450-1473 (comte d'Armanyac i Fesenzac)
- Carles I d'Armanyac 1473-1481 (usdefruit 1481-97) (comte d'Armanyac i Fesenzac)

### Casa de Valois-Alençon
- Carles II (Carles IV d'Alençon) 1497-1525
- Margarida d'Orleans 1525-1526 (nominal 1525-1549)

### Casa d'Albret
- Enric III (II de Navarra) 1526-1555
- Joana d'Albret 1555-1572
- Enric IV (III de Navarra) 1572-1589. Rei de França (Enric IV) el 1589. Incorporació del comtat de Rodés a la corona